# Alex l'ariete
Alex l'ariete è un film del 2000 diretto da Damiano Damiani.
La pellicola, interpretata da Alberto Tomba e Michelle Hunziker, ha come protagonista il carabiniere del GIS, Alessandro "Alex" Corso, a cui viene affidato il compito di scortare una ragazza sospettata di omicidio, Antavleva "Leva" Bottazzi, affinché possa deporre a un processo; durante il viaggio, Alex scopre che la ragazza è innocente e che i veri responsabili dell'omicidio sono sulle loro tracce per ucciderla.
Prodotto da Vittorio Cecchi Gori e Rita Rusić, il film segnò il debutto di Tomba sul grande schermo, che fu però accolto negativamente: la pellicola fu un flop al botteghino e duramente stroncata dai critici, al punto che venne ritirata quasi immediatamente dalle poche sale cinematografiche in cui era stata proiettata.
A causa dell'insuccesso al cinema, di un montaggio approssimativo e di una trama superficiale, Alex l'ariete viene da allora indicato tra i principali esempi di film bocciati, per la loro inconsistenza, sia dal pubblico sia dalla critica: anche per questi motivi, nel corso degli anni è assurto a film di culto nell'ambito del cinema trash.

## Trama

Alex e Leva

Alessandro "Alex" Corso è un brigadiere del Gruppo di intervento speciale dei Carabinieri, soprannominato "Alex l'ariete" per le sue capacità di sfondamento durante le irruzioni. Poco prima che iniziasse un raid contro un gruppo di trafficanti d'armi in una vecchia segheria, Alex lascia improvvisamente il suo posto per portare in salvo un bambino. Proprio mentre tenta di tranquillizzarlo, il corpo speciale irrompe senza di lui e, per questo, i criminali uccidono Robbi, collega e amico intimo di Alex. Quando il resto del gruppo entra nella segheria, i malviventi riescono a scappare uscendo da una botola sotterranea. Dopo questi fatti, la sezione disciplinare decide la rimozione di Alex dal Gruppo e il suo trasferimento a Monte dell'Olmo, un piccolo e fin troppo tranquillo paese dell'Appennino.
Dopo giorni passati nella totale inattività, Alex riceve l'incarico di scortare una ragazza, Antavleva "Leva" Bottazzi, entro 48 ore innanzi a un giudice per una deposizione. Secondo il suo racconto, la ragazza era stata testimone dell'omicidio di una sua amica, Giada, e mentre era in fuga con l'auto tre malviventi (tra cui un certo "Terzo") l'avevano raggiunta e spinta fuori strada, facendola precipitare in un burrone. Riuscita a sopravvivere all'incidente, Leva era stata trasferita in ospedale in leggero stato di coma; tuttavia qui gli inquirenti, non credendole, l'avevano messa in arresto in quanto sospettata dell'uccisione dell'amica.
Al loro primo incontro, Leva scambia Alex per uno dei tre delinquenti, ingaggiando con lui una breve colluttazione. I due successivamente escono dall'ospedale, inconsapevolmente pochi secondi prima che i veri malviventi arrivino per uccidere la ragazza, e iniziano il loro viaggio verso il Palazzo di Giustizia. Alex vuole però fermarsi presso un hotel per incontrare la sua amica Fabiana con cui s'intrattiene piacevolmente. Per impedire che Leva fugga, Alex l'ammanetta alla macchina, ma la ragazza inizia a suonare insistentemente il clacson per dispetto. Il carabiniere, esasperato, stacca il clacson e ritorna da Fabiana, ma poco dopo sente le urla di Leva, la quale per sbaglio ha tolto il freno a mano e si è schiantata contro un lampione, distruggendo l'auto.
I due devono quindi proseguire il viaggio in treno: una volta a bordo, con un trucco la ragazza riesce a buttarsi dal vagone in corsa. Alex la insegue e la riacciuffa su una strada, dove vengono raggiunti a loro volta dai tre malviventi. Il carabiniere e la ragazza si nascondono in un bosco vicino e passano la notte in un vecchio capanno abbandonato. Qui Leva racconta ad Alex tutta la storia: Giada era una prostituta che lavorava per due sfruttatori, "Barra" e "il Grande Maiale" (il primo procurava le prostitute ai clienti, il secondo le uccideva brutalmente), ed era riuscita a procurarsi delle prove con cui incriminarli, ma gli uomini del Grande Maiale erano riusciti a scovarla e ucciderla. Leva, tornando a casa, aveva trovato il corpo dell'amica e, avendo capito che in casa era ancora presente l'assassino, era fuggita via terrorizzata.
I due, alla fine, cedono alla stanchezza e si addormentano. Due dei malviventi li raggiungono nel capanno, ma Alex li ferma, rubando loro il cellulare. Con questo il carabiniere contatta una sua amica, che li accompagna al tribunale. Mentre stanno entrando nell'edificio, tuttavia, vengono nuovamente raggiunti dai criminali: Alex riesce a seminarli e a rubar loro la macchina, nascondendosi poi a casa di un'altra amica del carabiniere. Qui riprende contatto con i suoi vecchi compagni e con il suo comandante nel GIS, che gli suggeriscono di usare Leva come esca per incastrare Barra e il Grande Maiale.
Alex si accorda con i malviventi per incontrarli su una nave. Mentre i due si stanno avvicinando ai criminali, il carabiniere viene colpito da alcuni proiettili e cade in acqua, mentre la ragazza viene costretta con la forza a imbarcarsi. Protetto dal giubbotto antiproiettile, Alex risale a galla, sebbene ferito a un braccio, raggiunge l'imbarcazione e riesce a liberare Leva, mentre i suoi compagni del GIS abbordano la nave da un elicottero e catturano sia Barra sia il Grande Maiale. In seguito all'operazione, Alex viene riammesso nel GIS e si fidanza con Leva.

## Produzione

Michelle Hunziker interpreta Leva

Il film nacque inizialmente come una fiction poliziesca in due puntate da novanta minuti, chiamata Turbo, che sarebbe dovuta andare in onda sulle reti Mediaset e il cui protagonista era già stato designato essere Alberto Tomba, all'epoca da poco ritiratosi dalle competizioni sportive e in ascesa come personaggio televisivo. Nell'ottobre 1998 Tomba e la coprotagonista, anche lei già scelta in Michelle Hunziker, apparvero sulla copertina di TV Sorrisi e Canzoni per promuovere la fiction. Il progetto fu successivamente accantonato e trasformato in un film destinato al cinema.
Il regista Damiano Damiani ha dichiarato in una intervista a La Stampa che fu Vittorio Cecchi Gori ad avergli offerto la regia del film e che lui accettò volentieri, mettendo da parte altri progetti. Damiani ha speso anche buone parole sia per Tomba («A differenza di molti interpreti affermati, [...] ha subito compreso l'importanza che la tecnica riveste nel cinema» e «che il cinema, proprio come lo sport, può essere motivo di grande contentezza, ma impone sacrifici e soprattutto obbedienza») sia per la Hunziker («È una ragazza che ha del talento e vuole fare la sua strada, con un carattere fatto di alternanze d'umore, cosa che a me piace»).
Il film è stato girato in circa due mesi e mezzo, dal 21 settembre al 3 dicembre 1998, in lieve anticipo rispetto all'iniziale piano di 12 settimane, per un costo complessivo di circa 6 miliardi di lire. Le riprese si sono svolte nella provincia di Roma (più precisamente a Roma e Ciciliano) nella stazione ferroviaria di Ronciglione e sulle Dolomiti. Ai primi di ottobre, a causa delle piogge torrenziali che colpirono il Centro Italia, le riprese in esterno furono bloccate per qualche giorno.
Durante le riprese, Tomba ha rifiutato la controfigura nelle scene più pericolose, dichiarandosi successivamente «contento di aver vissuto quell'esperienza», definendola «faticosa ma divertente». Tomba ammise di essere «un principiante, senza esperienza. Non è stato facile trovarmi davanti a una cinepresa, dover dire la battuta giusta, coordinata con i movimenti giusti», confessando anche un certo «imbarazzo nelle scene d'amore» perché «non sono abituato a fingere».

## Distribuzione
Il film è uscito nei cinema italiani il 28 luglio 2000, definito come il «primo slalom cinematografico» dell'ex sciatore Alberto Tomba.

### Edizioni home video
Il film fu distribuito dalla Cecchi Gori Home video in VHS a partire dal 13 dicembre 2000.
Il 12 luglio 2011 è stata distribuita anche una versione in DVD per la collana CineKult, in formato video 1,66:1 anamorfico e audio 2.0 stereo Dolby Digital in italiano, con sottotitoli in italiano per non udenti. È anche presente uno speciale su Ottaviano Dell'Acqua, che prese parte al film nella parte del "Biondo".

## Accoglienza

### Incassi

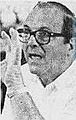
Il regista Damiano Damiani

Il film fu un clamoroso fiasco al botteghino: nel primo weekend fu visto soltanto da 285 spettatori (di cui un terzo nella città natale di Tomba, Bologna), realizzando un incasso di appena 3 693 000 lire (circa 1 900 euro) e giungendo 44º nella graduatoria degli incassi. In tutto il periodo di programmazione, la pellicola fu vista da 597 spettatori. Il film fu cancellato dalla programmazione dopo solo due giorni al cinema Ariston di Milano, mentre nelle sale del gruppo Cecchi Gori di Roma rimase fino alla domenica successiva.
Tomba inizialmente commentò, riguardo l'insuccesso dell'opera, che «d'estate al cinema non ci va nessuno»; un'affermazione contraddetta dal contemporaneo successo di Mission: Impossible 2, che nel solo primo weekend realizzò circa 6 miliardi di lire al botteghino. Qualche anno dopo, in una intervista a TGcom, confermò di avere «ricordi belli, ma lontani» delle riprese, ammise che «la mia inesperienza ha contato», ma che secondo lui il vero problema fu che «mi sono fidato di chi mi ha offerto l'ingaggio, ma il montaggio non è stato fatto come doveva, tre ore di film dovevano essere lavorate e trasformate in una fiction di un'ora e non lasciate così com'erano. La sceneggiatura non funzionava, e il regista, Damiano Damiani, bravo ma di una certa età poverino... [...] La verità di fondo è che non volevano che un olimpionico facesse l'attore: non mi hanno diretto né lanciato nel modo giusto. Senza contare che il film è entrato in sala a fine luglio, in piena estate: era ovvio che dopo dieci giorni ne uscisse!»
Hunziker, sempre vari anni dopo, ironizzò dicendo che «Alex l'ariete con Alberto Tomba l'abbiamo visto solo io, mia nonna e mia zia». Anche Massimo Poggio (che interpreta Robbi, il collega di Alex che viene ucciso all'inizio del film) ha ironizzato sull'insuccesso della pellicola, affermando di non aver mai visto interamente il film: «me l'hanno raccontato. Comunque morivo dopo poche scene. Colpa di Alberto Tomba, naturalmente: non mi aveva coperto».

### Critica

Alberto Tomba interpreta Alex

Il film ha ricevuto recensioni estremamente negative da parte della critica cinematografica italiana. Gianni Canova, nella sua Enciclopedia del cinema, l'ha definito «goffo» e «poco meritevole». Nel libro Millecinquecento film da evitare, Massimo Bertarelli ha dato al film un voto di 2/10, criticando la recitazione dei due protagonisti e la regia di Damiani, definendo quest'ultimo «irriconoscibile».
Maurizio Porro, nella sua recensione sul Corriere della Sera, scrisse che «tutto ha l'aria di essere al limite della presa in giro, i livelli narrativi sono di guardia, l'epica espressiva dei comprimari da manuale. Tomba è Tomba, un non attore consapevole di esserlo e che gioca il suo fascino». Quanto al regista Damiani, «ha dato entusiasmo e passione civile al nostro cinema, ma qui si limita a elencare, in ambiente sonnacchioso di provincia, una serie di stereotipi del cinema d'azione e della commedia». Luca Bottura, in una breve rubrica comica sull'Unità, lo definì «il film [...] che ha fatto pentire i fratelli Lumière di aver inventato il cinema», concludendo che «come bomba comica davvero non teme rivali».
Stefania Iannuzzi sul sito web MYmovies.it ha assegnato al film due stelle su cinque, affermando che «offre numerosi momenti di comicità involontaria» e criticando duramente le performance di Tomba («La sua interpretazione sfiora il ridicolo») e Hunziker («graziosa sì ma assolutamente inadatta al ruolo»). Davide Pulici su Nocturno evidenzia l'assenza di doppiaggio come punto sfavorevole per l'interpretazione degli attori, sottolineando inoltre la mancanza di una vera regia da parte di Damiani, sostenendo che «[o] ha diretto per telefono o, se c'era, dormiva». Enrico Magrelli sul sito FilmTv.it definisce «distratta» la regia di Damiani e giudica la sceneggiatura «meno probabile di certi fumetti del Monello», commentando causticamente che la pellicola «è un telefilm strepitoso» che aspira «ad un posto d'onore di quel cinema stracult che, nonostante il nome da cenacolo di disperati, resta brutto, abborracciato, scritto da analfabeti reali o da finti illetterati, interpretato da disoccupati male organizzati».

## Riconoscimenti
- 2001 – Fiaschi d'oro[28]
  - Candidatura al peggiore attore protagonista ad Alberto Tomba
  - Premio «peggio del cinema italiano»
- 2001 – Premio Cinepernacchie[29]
  - Peggiore attore protagonista ad Alberto Tomba

## Sequel
Nonostante il flop, circolò brevemente l'idea di realizzare un sequel della pellicola, dal titolo provvisorio La gara di Alex: il film sarebbe stato ambientato nel mondo del motociclismo e avrebbe avuto Valentino Rossi come protagonista. Il progetto non fu mai realizzato.